# 李鑑 (成化丁未進士)
李鑑（1446年—？），字晦之，山東兗州府濟寧州人，民籍，明朝政治人物。

## 生平
山東鄉試第二十二名舉人。成化二十三年（1487年）中式丁未科會試第二十六名，三甲第一百零七名進士。

## 家族
曾祖李大舍；祖父李真；父李經，母姜氏；繼母楊氏。具庆下。